# Paradis fiscaux : Le Casse du siècle
Pour plus de détails, voir Fiche technique et Distribution.
Paradis fiscaux : Le Casse du siècle est un téléfilm documentaire réalisé par Benoît Bringer, co-écrit par Benoît Bringer et Édouard Perrin, sorti en 2016. Il raconte et révèle l'affaire des Panama Papers. Le soir de sa diffusion dans l'émission Cash Investigation, il rassemble 4 millions de téléspectateurs permettant à France 2 d'être leader toutes chaînes confondues.

## Synopsis
Ce film raconte l'enquête secrète des Panama Papers, scandale financier au retentissement mondial. Des États-Unis à la Suisse, du Luxembourg au Panama, ce documentaire d'investigation remontent les circuits d’évasion fiscale et de blanchiment d’argent sale et révèlent la dissimulation de milliards d’euros de capitaux dans les paradis fiscaux.

## Fiche technique
- Titre : Paradis fiscaux : Le Casse du siècle
- Réalisation : Benoît Bringer
- Auteurs : Benoît Bringer, Edouard Perrin
- Pays :  France
- Production : Premières Lignes Télévision
- Durée : 90 minutes
- Première diffusion : 
  - France - 5 avril 2016 (diffusion sur France 2 dans le cadre de l'émission Cash investigation)
  - Japon : 20 mai 2016[1]